# Robert Crumb
Robert Crumb (Philadelphia, 1943. augusztus 30. –) Harvey-díjas amerikai képregényrajzoló, illusztrátor, énekes.

## Élete
Ötgyermekes családban született. Édesapja az Amerikai haditengerészetnél szolgált, családját fizikailag és lelkileg is bántalmazta. 1956-ban Delawareba költöztek. Bátyja, Charles korábban kezdett képregényt rajzolni, bár ezek sehol nem jelentek meg. Ekkor születtek az első képsorok Fred nevű macskájáról, később ebből lett első sikere Fritz, a macska. 1962-ben Clevelandba költözött színszeparátor, majd reklámgrafikus volt az Amerikai Képeslap Vállalatnál. Ugyanekkor jelentek meg első képregényei a Help! (korábban: MAD) újság amatőr oldalain a főszerkesztő Harvey Kurtzman New Yorkba hívta és további munkákra biztatta, de rövidesen a Helpet betiltották. 1964-ben feleségül vette Dana Morgant. A következő év júniusában pedig rászokott az LSD-re. Több figurája pl: Mr. Natural ekkori látomásaiból született. 1967-ben San Franciscóba költözött. Eleinte a Yarrowstalksnak dolgozott, munkáit jól fogadták egy év múlva saját magazint indított, a Zap Comicst. Ugyanebben az évben született Jesse fia.
A Zap Comics komoly szerzőgárdát gyűjtött maga köré (Gilbert Shelton, Spain Rodriguez, Victor Moscosoe, Rick Griffin, Z.Clay Wilson) és az első olyan képregény volt, ahol a szerzői jogdíj az alkotóké volt. Mintát mutatott arra, hogyan lehet megkerülni az önkiadással a Comics Code Authority előírásait. Ezenkívül a társadalmi szatíra műfaját népszerűsítette. 1969-ben könyvbe gyűjtve is kiadták. Az 1970-es évek végén Ralph Bakshi rajzfilmet rendezett a Fritz, a macskából de Crumb annyira elégedetlen volt a forgatókönyvvel, hogy 1972-ben képregényben meggyilkolta a főhőst. Hasonló viták voltak a Keep on Truckin' rajzfilmmel is, ahol pereskedett is azért, hogy reklámhordozókon ne legyenek kaphatók a figurák. 1973-ban elvált ekkor már együtt élt Aline Kominskyvel, akit nem sokkal később feleségül is vett.
Az 1980-as években a Weirdo magazinnal próbálkozott, Harvey Pekarnak megrajzolta az American Splendort és  Charles Bukowski könyveit illusztrálta. az 1991-ben Franciaországba költözött egy ideig folytatta a Weirdot, amit lánya Sophie szerkesztett majd több rövid életű magazin következett. 1990-es évekre kötetekbe gyűjtötte munkáit. 1994-ben Terry Zwigoff filmet forgatott róla Crumb címmel. Még ebben az évben a New Yorker illusztrátora lett.
Hosszú hallgatás után 2009-ben elkészítette a Biblia Genezis-történetének képregényváltozatát.

## A zenész
A R. Crumb & His Cheap Suit Serenaders és az Eden and John's East River String Band énekese bendzsón és mandolinon játszik. Lemezborítókat is tervezett, Legismertebb A Big Brother Holdig Company Cheap Thrills c. albumára készült.

## Magyarul
- Kafka másképp; szöveg David Zane Mairowitz, Robert Crumb, ill. Robert Crumb, ford. Bánföldi Tibor; Edge 2000, Budapest, 2004 (SHL képes könyvek)